# 陽岳寺千佛崖摩崖造像
陽岳寺千佛崖摩崖造像位於四川省廣元市蒼溪縣，文物遺址年代判定為唐代。2007年6月1日公佈為四川省第七批文物保護單位。